# Juan Carlos Carabajal
Juan Carlos Carabajal (Quimilí, provincia de Santiago del Estero; 17 de julio de 1943 - 4 de noviembre de 2022) fue un folclorista, cantor, compositor, periodista y docente argentino.

## Biografía
Nació en Quimilí, ciudad del departamento Moreno, a 208 km de la capital, Santiago del Estero, en donde se radicó en 1979. Allí llevó adelante por la emisora LV 11 el programa de radio Santiago, guitarra y copla, con el que obtuvo los premios Martín Fierro y Santa Clara de Asís. Dirigió la revista del mismo nombre y llegó a publicar, entre 1987 y 2000, unas 46 ediciones. La primera, aparecida en abril de 1987 tenía a Sixto Palavecino en la portada. La última, de diciembre de 2000, al cantautor friense Rali Barrionuevo, quien por entonces lanzaba su disco Circo criollo.  
Además, colaboró con los diarios santiagueños El Liberal y Nuevo Diario y con las revistas El federal y Entre tango y folklore. También visitó establecimientos educativos de varias provincias con su ciclo Sembrando la semilla, brindando charlas didácticas acerca del folclore argentino: autores, intérpretes, canciones, danzas, lengua quechua, mitos y leyendas.

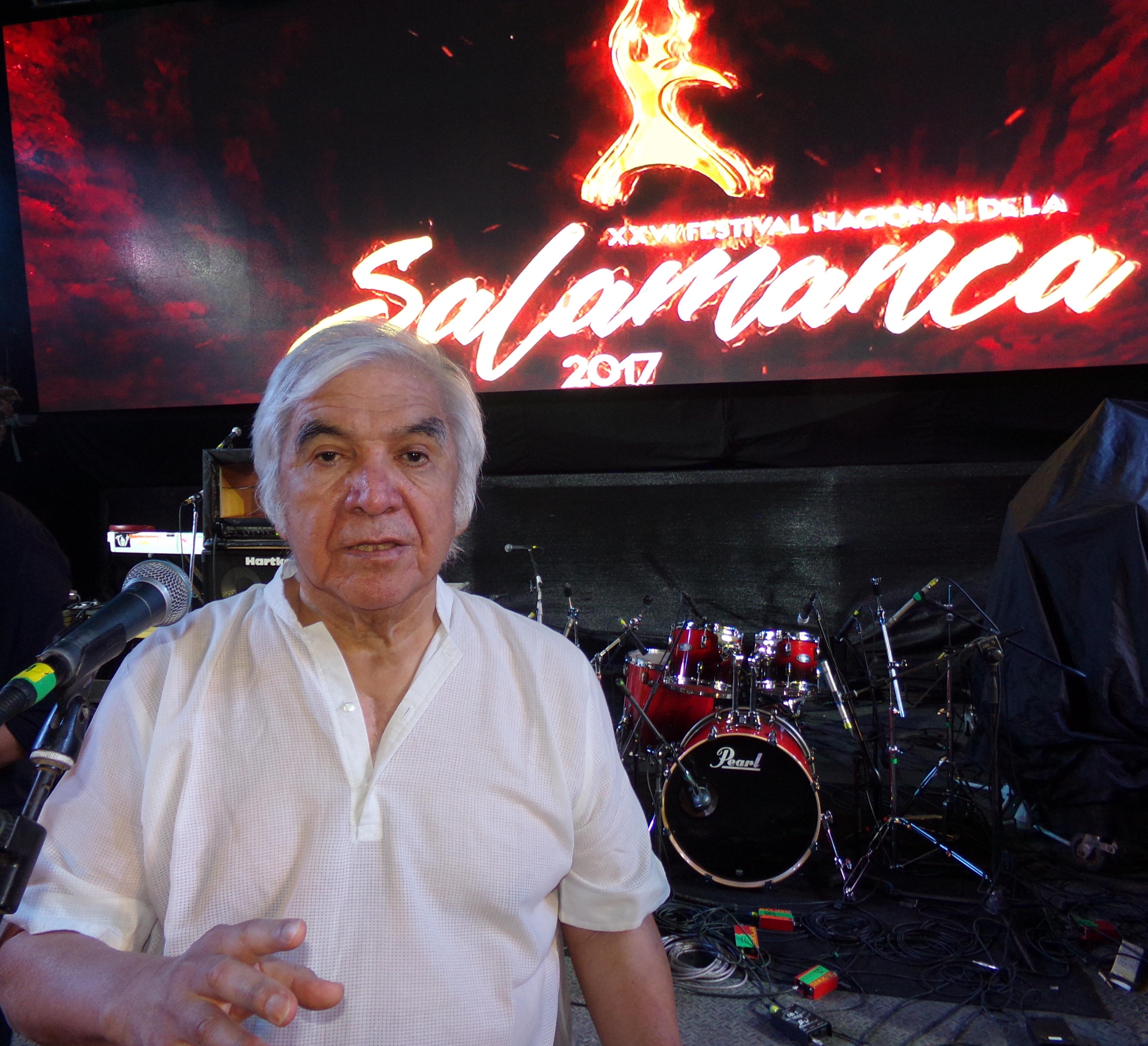
Juan Carlos Carabajal en el Festival de la Salamanca, en La Banda, provincia de Santiago del Estero, febrero de 2017.

En noviembre de 2013 presentó en la Feria del Libro su obra Juan de los caminos con relatos de su vida, anécdotas colectadas en su recorrido por el país y una selección de fotos relacionadas con sus actividades. Luego publicó Quimilí de mis amores, que narra la historia de su amado pueblo por medio de entrevistas y fotos a sus habitantes. 
Posteriormente, salió La familia Carabajal según Kali, un largo reportaje al talentoso guitarrista bandeño Kali Carabajal, quien narra, a través de ricas anécdotas, cómo se compone su familia, de la que surgieron numerosos y destacados artistas.

## Compositor
Juan Carlos compuso canciones que han sido interpretadas por Peteco Carabajal, Los Carabajal, Alfredo Ábalos, Suna Rocha, Los Nocheros, el Chaqueño Palavecino, Los Manseros Santiagueños y Rodrigo Flores, destacado autor, compositor y músico multiinstrumentista, a quien eligió en sus últimos años para que musicalice sus letras. Entre las cerca de 20 obras que comparten autoría se destacan "Mi mate compañero", "Para hablar de Elpidio Herrera", "Compañero corazón", "De novio con la vida" entre otras. 
Algunos de sus temas:
| - Entra a mi hogar - Hermano kakuy - Para los ojos más bellos - La mesa - Corazón verdugo | - Las coplas de la vida - Sembremos la chacarera - Romance del río Dulce - Adiós, que te vaya bien - Como abrojo prendido a mi piel | - Atamisqueando - Igual que pájaro herido - La Yacu Chiri - Escondido de los bombos - De pobres y ricos | - Enfermera - Compañero corazón - De novio con la vida - Están de fiesta en Santiago - Para cantar con amigos |

En coautoría con Horacio Banegas, Los Sin Nombre y Elpidio Herrera escribió la obra integral de contenido religioso La misa santiagueña y su complemento La Navidad sachera que se estrenaron en la Catedral Basílica santiagueña en la Navidad de 1988 y que pocos meses después fue editada como disco. Esta obra es reversionada -al arribar fechas clave como Pascuas o Navidad- por diversos coros de las parroquias santiagueñas. Ha sido reversionada, arreglada y nuevamente grabada, en 2016, por su grupo El Rejunte, con arreglos de Martín López y Omar Cardozo.

## Intérprete
En octubre de 2001 realizó una gira por Japón, presentándose en Tokio, Niigata, Nagaoka, Mito y Kawamata, ciudad en la que, desde 2006, se realiza el Festival Cosquín japonés. 
Grabó tres discos con su grupo El Rejunte, integrado, en diversas épocas, por Juan Manuel Repollés, Hugo "Pirulo" Cano, Martín López, Lucas Carabajal (quien luego formaría Delirios de grandeza, con músicos de Termas de Río Hondo), Ariel Toloza y Omar Cardozo.
- 2005 Memoria del corazón
- 2003 Milagro de amistad
- 2001 Pedacitos de alma
- 2013 Juan de los caminos

Como solista grabó:
- 2010 De pueblo en pueblo. Volumen 3.
- 2009 De pueblo en pueblo. Volumen 2.
- 2008 De pueblo en pueblo. Volumen 1.
- 2016 Mis canciones por la sangre joven.

## Gira nacional De pueblo en pueblo
En enero de 2006 inició una gira nacional denominada "De pueblo en pueblo", con la que recorrió más de un centenar de ciudades de varias provincias argentinas, ofreciendo recitales con sus canciones y las de otros autores y agregando coplas, mitos, leyendas y otros relatos. En cada lugar convocó a artistas locales a participar en sus espectáculos. En 2009 la Cámara de Diputados de la Provincia de Santiago del Estero la declaró de interés legislativo, educativo y cultural.